# 从翰香
从翰香（1933年—），女，湖北阳新人，中国历史学家，中国社会科学院近代史研究所研究员，曾任第八、九届全国政协委员。